# Тубалари
Тубала́ри — народ, що живе на Алтаї. 2000 року віднесено до корінних нечисленних народів Російської Федерації (Ухвала Уряду Російської Федерації № 255 від 24 березня 2000 року).
За переписом населення 2002 року чисельність тубаларів у Республіці Алтай становила 1,5 тисячі осіб.

## Інтернет-ресурси
- speaking4earth: Tubalars & Chelkans
- effect of cedar felling

1. ↑  Всеросійський перепис населення (2020—2021)